# دوري اسطنبول لكرة القدم 1949–50
دوري اسطنبول لكرة القدم 1949–50 (بالتركية: 1949-50 İstanbul Futbol Ligi)‏ هو موسم من دوري اسطنبول لكرة القدم ‏. فاز فيه نادي بشكتاش.